# Павел (Меневисоглу)
Митрополи́т Па́вел (греч. Μητροπολίτης Παῦλος, в миру Константи́нос Меневи́соглу, греч. Κωνσταντίνος Μενεβίσογλου, швед. Pavlos Konstantinos Menevisoglou Savvas; 27 ноября 1935, Бакыркёй, Стамбул — 15 февраля 2022, Хегерстен, Стокгольм) — епископ Константинопольской православной церкви, титулярный митрополит Амасийский (2014).

## Биография
Родился 27 ноября 1935 года в районе Макрохори, в Стамбуле, в греческой семье.
1 апреля 1956 года был хиротонисан во диакона.
В 1958 году окончил Халкинскую богословскую школу, а позднее богословский и юридический факультеты Фессалоникийского Аристотелевского университета, получив степени доктора богословия и доктора права.
С 1958 по 1974 годы трудился в канцелярии Константинопольской патриархии. 30 ноября 1970 года хиротонисан во пресвитера и назначен секретарём (архиграмматиком) Священного синода.
30 апреля 1974 года на заседании Священного синода избран управляющим Шведской и Скандинавской митрополией.
12 мая 1974 года состоялась его архиерейская хиротония и возведение в достоинство митрополита Шведского и Скандинавского. Интронизация состоялась 14 июля того же года в Стокгольме.
С 10 января 2011 года по 5 мая 2014 года являлся председателем православного епископского собрания Скандинавии.
5 мая 2014 года был избран митрополитом Амасийским, но не принял этого назначения и 4 июня 2014 года решением Священного синода почислен на покой.
Скончался 15 февраля 2022 года. Погребён на Лесном кладбище Стокгольма.